# Clostridia
Clostridia (лат., от др.-греч. κλωστήρ — веретено) — класс бактерий из типа фирмикутов, облигатные анаэробы, преимущественно грамположительные спорообразующие бактерии.
Включает в себя род клостридий (Clostridium), к которому относятся как свободно живущие (например Clostridium pasteurianum), так и сильно патогенные для человека и животных виды, например, Clostridium tetani, Clostridium perfringens, Clostridium botulinum, Clostridium chauvoei, Clostridium septicum.

## Классификация
В класс включают 4 порядка:
- Порядок Clostridiales[нем.]typus
- Порядок Halanaerobiales[англ.]
- Порядок Natranaerobiales[англ.]
- Порядок Thermoanaerobacteriales[англ.]